# День пожарного (Иран)
День пожарного (Иран) День пожарного (перс. روز آتش نشانی Руз-э Атэщ-Нэщани) — иранский праздник, отмечающийся 29 сентября (7 мехра по иранскому календарю).

## История
История праздника восходит к 22 сентября 1980 года — началу ирано-иракской войны. Иракские вооруженные подразделения пересекли ирано-иракскую границу, иракская авиация начала бомбардировки и налеты на иранские города. Одним из городов, который больше других пострадал от бомбежек в начале войны, был Абадан, провинция Хузестан, расположенный недалеко от границы с Ираком. Налеты не прекращались — из-за многочисленных взрывов бомб в городе не утихали пожары. Пожарные бригады постоянно выезжали на задания, периодически работая сутками напролет. Благодаря слаженной работе и истинному трудовому подвигу сотрудников пожарной охраны городу удалось избежать гораздо больших разрушений.
Пожарные соединения трудились в разных частях Ирана. С целью увековечивания подвига иранских пожарный, в частности, абаданских, Верховным советом культурной революции в 2000 году было принято решение сделать 29 сентября Днем сотрудников пожарной охраны. С тех пор День пожарного входит в официальный иранский календарь праздников и памятных дней.

## Обрушение торгового центра «Пласко»
Ликвидация пожара торгового центра «Пласко» — пример мужества, отваги и героизма иранских пожарных.
Здание торгового центра «Пласко» было построено в 1962 году. В течение нескольких десятилетий «Пласко» было самым высоким зданием в Иране. Однако уже на этапе проектирования и постройки были выявлены серьёзные конструктивные нарушения, которые могли стать причиной обрушения здания в будущем. Возможно, именно пренебрежительное отношение к технике безопасности, нарушение правил эксплуатации и конструкторские ошибки могли привести к трагедии. Так, например, известно, что на первых этажах здания располагались ткацкие предприятия, в складах которых находились легковоспламеняющиеся материалы. За все время существования «Пласко» в здании ни разу не проводился капитальный ремонт.
Трагедия была лишь вопросом времени. 19 января 2017 года, когда в здании начался пожар, сотрудники пожарной охраны оперативно прибыли на место и приложили все усилия для тушения пожара. Тем не менее, ещё до обрушения «Пласко» сообщалось о 30 погибших — все из них были пожарными. Высший руководитель Ирана Али Хаменеи в своей речи назвал пожарных «Пласко» истинными героями и отважными сынами своей родины.